# Interflug-Flug 102
Am 17. Juni 1989 rollte ein Verkehrsflugzeug vom Typ Iljuschin Il-62M beim Start über das Startbahnende in Berlin hinaus, zerschellte und fing Feuer. Flug IF 102 der Interflug, der staatlichen Fluggesellschaft der Deutschen Demokratischen Republik, war mit 103 Passagieren und 10 Besatzungsmitgliedern besetzt. Ursache des Startabbruchs war ein blockiertes Höhenruder.

## Ablauf
Die Maschine mit dem Luftfahrzeugkennzeichen DDR-SEW (Werknummer 2850324) war erst ein Jahr alt, als sie am Morgen des 17. Juni 1989, einem Samstag, mit einer schwachen Auslastung gegen 8:15 Uhr vom Flughafen Berlin-Schönefeld starten sollte. An Bord befanden sich 103 Passagiere und 10 Besatzungsmitglieder. Ziel des Fluges IF 102 war Moskau.
Der Start erfolgte um 8:28 Uhr. Als die Piloten beim Erreichen der Abhebegeschwindigkeit feststellten, dass das Höhenruder blockiert war, waren sie nach 40 Sekunden zum Startabbruch gezwungen. Statt die Triebwerke auf Leerlauf und anschließend die äußeren Triebwerke auf Umkehrschub zu stellen, stellte der Flugingenieur die Triebwerke versehentlich ab. Dies führte dazu, dass die Maschine nicht mehr auf der Startbahn zum Stehen kam, sondern hinter dem Bahnende die Kurswegantenne des Instrumentenlandesystems touchierte und mit Straßenbäumen sowie einem am Feldrain liegenden Wassertank kollidierte; dabei starb eine Person am Boden. Das Flugzeug kam erst etwa 500 m hinter der Start- und Landebahn zum Stehen, brach dabei auseinander und fing Feuer.
Noch bevor der Rumpf in Flammen aufging, konnten nahezu 100 der Insassen durch Notausstiege und aufgerissene Stellen ins Freie gelangen.

## Ursache
Ursache des Unfalls war eine dem Herstellerwerk und beispielsweise der Aeroflot und der NVA bekannte, aber innerhalb der Interflug nicht kommunizierte Fehlkonstruktion des Höhenruders der Iljuschin Il-62. Die entsprechenden Warnsignale im Cockpit hatten nicht funktioniert.
Der Zusammenstoß nach dem Verlassen der Startbahn hätte laut Gutachter durch richtige Reaktion des Ingenieurs vermieden werden können. In einem Gerichtsverfahren am 5. November 1997 wurde der Flugingenieur vom Vorwurf der fahrlässigen Tötung freigesprochen.

## Rettung der Passagiere
Das Katastrophen-Management auf dem Flugplatz versagte an diesem Tag. Zwischen dem Unfall und dem Eintreffen der ersten Hilfskräfte verging viel Zeit. Die Lage wurde in der Vorfeldkontrolle beispielsweise erst nach mehr als zehn Minuten tatsächlich erkannt. Bis zu diesem Zeitpunkt gingen die Mitarbeiter im Flughafengebäude davon aus, dass die Maschine wegen eines technischen Defektes wieder auf ihren Vorfeld-Platz zurückrollt und die Passagiere dort aussteigen sollten. Wertvolle Zeit verstrich, bis die ersten Flughafen-Angestellten u. a. mit den Vorfeld-Bussen zum Ende der Startbahn fahren konnten. Diese Busfahrer waren die ersten Helfer vor Ort. Geschätzte 20 Minuten nach dem Unfall befanden sich die ersten teilweise schwer verletzten Passagiere in den Bussen. Kein Rettungswagen, keine Feuerwehr, kein Arzt waren zu diesem Zeitpunkt vor Ort. Anweisungen an die Fahrer, wohin die Verletzten zu bringen seien, unterblieben. Eigenmächtig fuhr daraufhin ein Busfahrer mit ca. 20 Menschen an Bord in das zehn Kilometer entfernte Krankenhaus Hedwigshöhe in Berlin-Bohnsdorf. Erste Rettungswagen trafen erst danach am Unfallort ein.
Auch in Westberlin wurde der Unfall bemerkt. Dortige Rettungswagen fuhren umgehend zum nahe des Flughafens gelegenen Grenzübergang Rudow und wären wenige Minuten später am Unfallort eingetroffen. Sie durften jedoch nicht in die DDR einreisen. Die Rettungswagen des DDR-Rettungsdienstes Schnelle Medizinische Hilfe kamen zum Großteil aus bis zu 30 km entfernten Krankenhäusern in Ost-Berlin.
An der Unfallstelle verstarben 15 Personen, zwei auf dem Transport, eine Person am Boden und vier später im Krankenhaus. Alle Opfer konnten identifiziert werden.